# Zosterop pitblanc
El zosterop pitblanc (Zosterops albogularis) és un zostèrops, per tant un ocell de la família dels zosteròpids (Zosteropidae). És endèmic de l'illa Norfolk entre Nova Caledònia i Nova Zelanda i es considera extremadament rar o possiblement extingit. Des de l'any 2000 el govern australià considera l'espècie extinta.